# Arrondissement de Fort-de-France
L'arrondissement de Fort-de-France est une division administrative française, située dans la collectivité territoriale de Martinique.
Le code Insee de cet arrondissement est 9721.

## Composition

### Cantons
Jusqu'à la mise en place de la collectivité territoriale unique, le 1er janvier 2016, l'arrondissement comportait seize cantons :
- Canton de Fort-de-France-1 - (fraction) ;
- Canton de Fort-de-France-2 - (fraction) ;
- Canton de Fort-de-France-3 - (fraction) ;
- Canton de Fort-de-France-4 - (fraction) ;
- Canton de Fort-de-France-5 - (fraction) ;
- Canton de Fort-de-France-6 - (fraction) ;
- Canton de Fort-de-France-7 - (fraction) ;
- Canton de Fort-de-France-8 - (fraction) ;
- Canton de Fort-de-France-9 - (fraction) ;
- Canton de Fort-de-France-10 - (fraction) ;
- Canton du Lamentin-1-Sud-Bourg - (fraction) ;
- Canton du Lamentin-2-Nord - (fraction) ;
- Canton du Lamentin-3-Est - (fraction) ;
- Canton de Saint-Joseph - (commune) ;
- Canton de Schœlcher-1 - (fraction) ;
- Canton de Schœlcher-2 - (fraction).

Légende :
(commune) : canton correspondant à une commune entière ;

(fraction) : canton limité à une fraction de commune.

### Découpage communal depuis 2015
Depuis 2015, le nombre de communes des arrondissements varie chaque année soit du fait du redécoupage cantonal de 2014 qui a conduit à l'ajustement de périmètres de certains arrondissements, soit à la suite de la création de communes nouvelles. Le nombre de communes de l'arrondissement de Fort-de-France reste quant à lui inchangé depuis 2015 et égal à 4.
Au 1er janvier 2024, l'arrondissement groupe les 4 communes suivantes :
1. Fort-de-France
2. Le Lamentin
3. Saint-Joseph
4. Schœlcher

## Démographie
En 2022, l'arrondissement comptait 150 323 habitants.
| 1961    | 1968    | 1975    | 1982    | 1990    | 1999    | 2006    | 2011    | 2016    |
| ------- | ------- | ------- | ------- | ------- | ------- | ------- | ------- | ------- |
| 120 777 | 139 660 | 147 651 | 155 571 | 163 969 | 166 139 | 168 720 | 163 654 | 157 449 |

| 2021    | 2022    | - | - | - | - | - | - | - |
| ------- | ------- | - | - | - | - | - | - | - |
| 150 038 | 150 323 | - | - | - | - | - | - | - |

### Remarque
Attention : les données antérieures à 1995 correspondent à l'arrondissement de Fort-de-France dans sa composition en cantons depuis cette date. Les cantons qui ont été transférés dans l'arrondissement de Saint-Pierre à la suite du décret du 9 mai 1995 ne sont donc pas comptés dans la population du tableau.